# Jean-Pierre Augustin
Pour les articles homonymes, voir Augustin.
Jean-Pierre Augustin, né le 6 mars 1944 à Saint-Médard (Charente) et décédé le 16 juillet 2022 à Bordeaux, est un géographe français. Il est professeur à l’université Bordeaux-Montaigne, membre de l'UMR PASSAGES et ancien directeur de recherche à la Maison des sciences de l'homme d'Aquitaine.
Spécialiste de géographie urbaine, en France, au Canada et en Afrique, il est géographe des cultures urbaines et des loisirs, de l'animation socioculturelle et des mouvements et organisations de jeunesse et du sport. Il a réalisé l'ensemble de sa carrière comme professeur à l'université de Bordeaux III, devenue Bordeaux Montaigne, notamment pour une grande part à l'IUT Bordeaux Montaigne et à la MSHA. Il a séjourné régulièrement au Canada et au Burkina Faso, et en Californie, aux États-Unis.
Jean-Pierre Augustin a étudié des formes d’action collective autour de la culture, du tourisme et du sport. Il est l'un des premiers géographes français à traiter de l’étude géographique du sport et à en démontrer sa légitimité en tant que sous-discipline géographique. Il a contribué aussi directement ou indirectement à des thématiques émergentes en France comme l’étude de l’imaginaire géographique ou le genre en dirigeant Yves Raibaud puis Édith Maruéjouls-Benoit.

## Œuvre

### Géographie urbaine

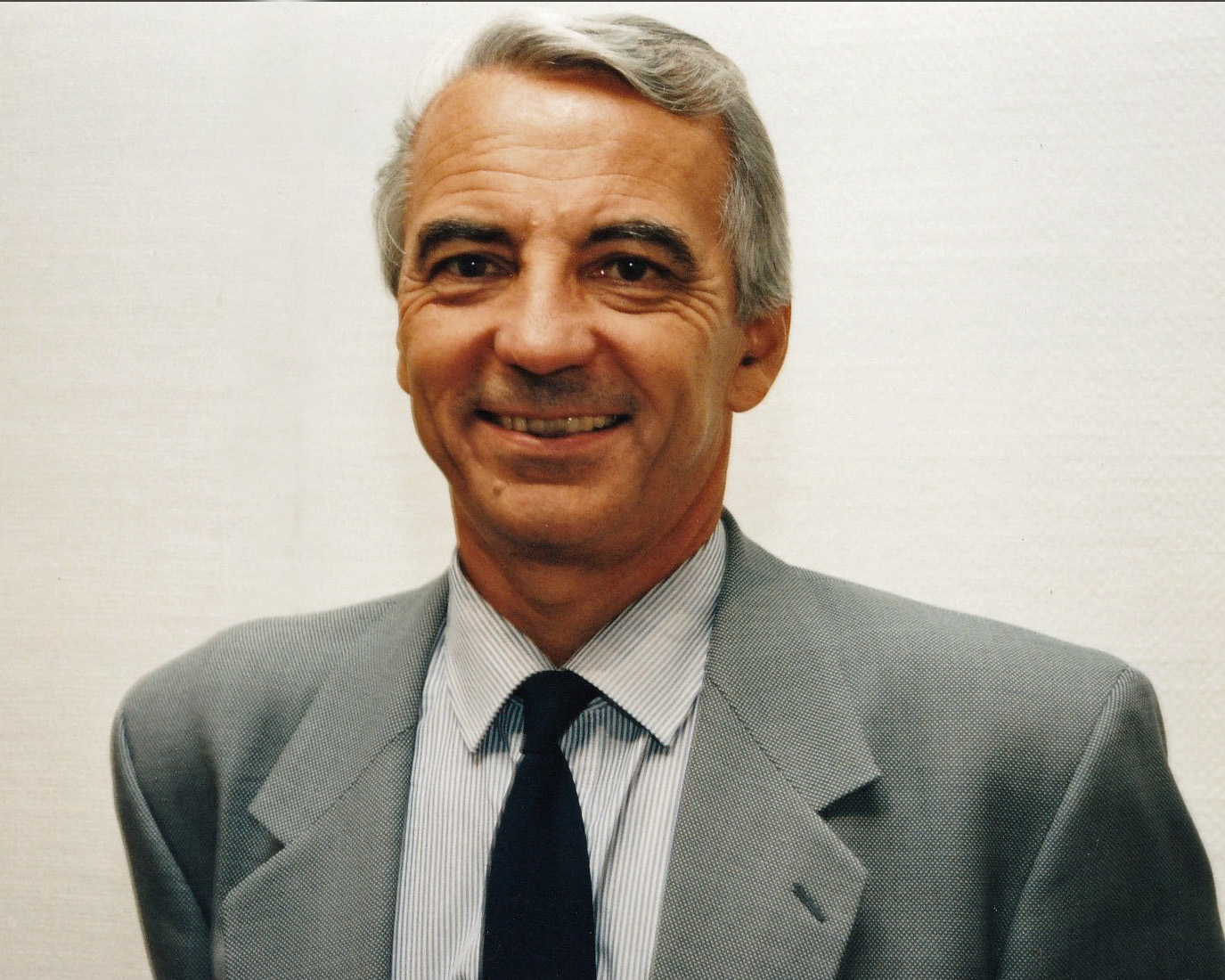
Jean-Pierre Augustin au Festival international de géographie 1997.

Jean-Pierre Augustin s’intéresse à l’étude urbaine et à l’aménagement des villes, aux spatialités et aux territorialités. La métropole bordelaise où il réside reste son terrain privilégié d'implication et de recherche. Il étudie la dimension socio-spatiale des organisations de loisirs, et les pratiques spatiales, dont les pratiques ludo-sportives, à Bordeaux comme à Los Angelès en 2000. Il étudie particulièrement de façon diachronique et synchronique l'évolution des formes d'encadrement des jeunes. Il s'intéresse à une problématique urbaine mettant en jeu la structure sociale, des formes d'action collective issues de la société civile et le système décisionnel de la ville. Il examine des questions relevant de l'équité socio-spatiale et de la capacité des systèmes d'animation à œuvrer au changement social, car s'il considère le rôle important de l'aménagement des espaces, il met l'accent sur les processus sociaux et sur le jeu des acteurs. La ville est pour lui une réalité complexe, un lieu d'actions et de rétroactions, un territoire d'interactions.
Jean-Pierre Augustin accompagne au cours des ans de nombreux étudiants dans des cursus de thèse en géographie : Luc Greffier (2003) sur les villages de vacances et les territoires touristiques, Yves Raibaud (2003) sur l'émergence des musiques amplifiées, Jean-Luc Richelle (2008) sur l'animation médiatrice dans une ville socioculturelle, Sarah Montero (2013) sur l'engagement citoyen dans les cultures urbaines à Bordeaux et à Québec. Certains ont été précédemment ses étudiants en animation et devenus des enseignants chercheurs nommés à l'IUT, ils développent des recherches selon la géographie compréhensive et participante que soutient Jean-Pierre Augustin.
Dans le cadre d’un contrat de recherche au CNRS, il fut le coordinateur du Projet de valorisation Aquitaine-Québec retenu par le conseil régional d’Aquitaine pour 2008-2009 : valorisation des hauts lieux culturels et paysagers des secteurs émergents des régions de Bordeaux et Québec. Il s’est spécialisé dans des études sur les villes d’Amérique du Nord et en particulier du Canada. Il est président du Centre d'études canadiennes interuniversitaire de Bordeaux en 2007, impliqué dans les Rencontres Champlain Montaigne. Il est également le directeur de la revue en ligne « Animation, territoires et pratiques socioculturelles », qu'il a créé en 2010 avec l’université du Québec à Montréal (UQAM) et dont le Professeur Jean-Marie Lafortune est le rédacteur en chef.
Afin d’appréhender la diversité de la ville, Augustin propose une approche pluridisciplinaire à cinq entrées : élément structurant de la forme urbaine, attracteur d’interactions sociales, révélateur identitaire, intermédiaire de la mondialisation, figure organisatrice de l’urbanité.

### Participation à l'universitarisation de la recherche en animation
En parallèle à ses études, il est directeur du foyer de jeunes Carle Vernet, puis devient responsable pédagogique au sein de l'association des foyers de jeunes de Bordeaux. Ces expériences le conduisent dans les années 1970 à mener des recherches thématiques et à écrire des articles scientifiques, dont celui avec François Dubet sur "l'espace urbain et les fonctions sociales de l'animation". Sa maîtrise en géographie porte sur les équipements socioculturels de la Communauté urbaine de Bordeaux, sa thèse de 3e cycle sur l'espace social et les loisirs organisés des jeunes, et sa thèse d'État sur les jeunes dans la ville et le partage social de cet espace à travers l'étude de la distribution inégale des institutions de socialisation.
Son intérêt pour l'animation territoriale se traduit dans ses articles et par le travail qu'il engage de coopération en réseau, à différents niveaux scalaires, entre l'IUT et l'Université, l'UMR ADES devenue PASSAGES, et un ensemble de partenaires sociaux, culturels et éducatifs, chercheurs et praticiens. Ceux-ci participent à la formation des étudiants en animation, en formation initiale et en formation continue. Il contribue à la création de nouvelles formations post-DUT dans l'enseignement supérieur pour former des cadres de l'animation socioculturelle professionnelle, comme le DUESA (diplôme universitaire d'études supérieures en animation, n'existant plus) et le DEDPAD (diplôme d'État de directeur de projet d'animation et de développement, n'existant plus) et le Master 2 SIAT (spécialité en ingénierie d'animation territoriale)ouvert en coresponsabilité pédagogique avec l'UFR d'aménagement et de géographie. Il co-fonde avec Jean-Claude Gillet l'Institut supérieur d'ingénieurs-animateurs territoriaux (ISIAT) qui coordonne les formations continues et des activités de recherche, dont les journées d'étude et les colloques réguliers au sein de l'IUT (le 38e a eu lieu en 2023). Il participe régulièrement aux colloques en France et à l'étranger du Réseau international de l'animation (RIA) créé par Jean-Claude Gillet en 2003 lors du premier colloque qui a eu lieu à l'université Bordeaux Montaigne, réseau dirigé depuis 2014 par Pascal Tozzi, professeur en sciences politiques à l'université Bordeaux Montaigne.

### Géographie du sport
L’analyse du phénomène sportif en géographie date des années 1980. Parallèlement à l'équipe de Jean Praicheux à Besançon, et dans une certaine mesure l'équipe de Grenoble préoccupée du tourisme en montagne, Jean-Pierre Augustin dont la thèse portait sur les mouvements de jeunesse s’attache à développer une géographie des pratiques sportives, plutôt urbaine. C'est l’émergence d’une sous-discipline géographique spécialisée dans la pratique sportive.
Il souligne les apports d’une lecture géographique pour la compréhension du fait sportif et structure les matériaux traitant de ses dimensions territoriales. Il propose une approche spatiale du fait sportif.
Un des objectifs d‘Augustin est de souligner la place croissante que les sports prennent dans les sociétés contemporaines en présentant des analyses et des modèles utiles à sa compréhension[réf. souhaitée]. À travers une approche proche de la géographie sociale, il a montré que le sport entraine des formes d’appropriation des territoires particulières. Les méthodes de la géographie sont utiles à l’étude des diffusions, des localisations et des flux sportifs, alors que celles de l'aménagement permettent de mieux cerner la mise en place des équipements et l'organisation des grands sites sportifs mondiaux. Il analyse les variations territoriales des pratiques sportives, leurs modèles spatiaux de répartition, ainsi que les principales tendances qui jouent un rôle dans le champ d'étude socio-spatial du sport. Il affirme l’intention de rendre compte de la complexité croissante et accélérée du phénomène sportif en ses différents points d’ancrage spatial. Complexité affectée ou du moins influencée par des facteurs spécifiques, liés aux contextes économiques, politiques et culturels. Il traitera alors des rapports existant entre le sport, les espaces sportifs et la mondialisation tout « en utilisant les apports d’une lecture géographique des sociétés ».
Il publie Sport, géographie et aménagement en 1995 qui devient alors un des volumes classiques du domaine[réf. nécessaire], puis plusieurs ouvrages dans ce sens.

## Biographie

### Carrière
Diplômé de l'université Michel-de-Montaigne - Bordeaux-III, au sein de laquelle il soutient une thèse de 3e cycle, puis une thèse de doctorat d'État et dans laquelle il accomplira sa carrière d'enseignant-chercheur. Il évolue comme Maitre assistant en géographie et aménagement spécialiste de la jeunesse, puis Maitre de conférences à l'IUT Bordeaux Montaigne (anciennement IUT "B" situé à Gradignan). Il s'implique dans le département carrières sociales dans les formations à l'animation sociale et socio-culturelle, il assure la responsabilité de chef de département, et il participe aux commissions départementales et régionales des formations du ministère de la jeunesse et des sports. Il est promu Professeur au milieu des années 1990 et rejoint l'UFR de Géographie et de gestion des espaces qui regroupe les instituts de géographie et d'aménagement. Il reste Professeur émérite après son départ à la retraite et continue de publier.
Il s'implique à différents niveaux et préside entre 2002 et 2012 l'Observatoire national des métiers de l'animation et du sport (ONMAS) dans une période de structuration d'une véritable filière professionnelle dans ces secteurs,.

### Décès et hommages.
Le samedi 16 juillet 2022 alors qu'il circulait à vélo dans les rues de Lacanau-Océan, proche de sa résidence d'été, il est victime d'un "choc violent", emmené en urgence à l’hôpital Pellegrin de Bordeaux, il décède avant son arrivée à l’hôpital des suites de l’accident.
Il était sur le point de participer au Congrès du centenaire de l'Union Géographique Internationale (UGI) à Paris, organisé du 18 au 22 juillet 2022 dans plusieurs lieux emblématiques de la géographie française (la Sorbonne, l'Institut de Géographie, l’Hôtel de la Société de Géographie), plusieurs hommages lui sont alors rendus.
Les hommages de la communauté universitaires sont nombreux, La SFHS, la 3SLF, l'Observatoire québécois du loisir estimant perdre un "Penseur prolifique, il a su tisser de nombreux liens avec différent.e.s chercheurs.ses québécois.e.s et influencer par ses réflexions le monde du sport et du loisir, et ce autant en France qu'au Québec".. et plusieurs communiqués indiquent leur condoléances. Thierry Terret, Délégué ministériel aux Jeux olympiques et paralympiques, déclare qu'un "grand Monsieur s'en est parti [...] et laisse un vide terrible". Michel Lussault, ancien Président du Conseil supérieur des programmes, exprime sa tristesse "Jean-Pierre Augustin, dont le travail sur le sport et les loisirs a tant apporté à la géographie. [...] je le tenais en grande estime..". Une journée d’étude est en prévision à Bordeaux et un hommage lui sera rendu lors des prochains Carrefours d'histoire du sport à Limoges.
Sa disparition intervient alors qu'il est dans l'écriture de futurs livres et qu'il prévoit sa participation au colloque 2022 du RIA en Guyane. Lors de la cérémonie d'adieu le 28 juillet 2022, l'université et l'IUT Bordeaux Montaigne, l'ISIAT et le RIA, ainsi que l'UMR PASSAGES sont représentés, et le discours prononcé par Pascal Tozzi témoigne de la grande qualité scientifique, de la forte curiosité et de la générosité humaine de l'enseignant, du chercheur et de l'ami. Le prochain colloque du RIA et celui de 2023 à l'IUT envisagent déjà de rendre hommage à cet insatiable chercheur.

## Publications

### Ouvrages
- Sport, l'emprise occidentale (livre d'entretien, publié à titre posthume). Paris : INSEP/Amphora.
- Les jeux du monde. Géopolitique de la flamme olympique (avec P. Gillon), Armand Colin, 2021, .
- Loisirs des jeunes. 120 ans d'activités éducatives et sportives (avec J. Ion). Paris : La Documentation Française, 2017.
- Le sport, une géographie mondialisée, Série Les dossiers de la Documentation photographique, no 8112 - juillet-août 2016, La Documentation française, 2016.
- La ville kaléidoscopique : 50 ans de géographie urbaine francophone (avec J. Dumas, préface d'Antoine Baily), Economica-Anthropos, 2015, 249 p.
- L'imaginaire géographique : perspectives, pratiques et devenirs, en collaboration avec Mario Bédard et Richard Desnoilles, Presses de l'université du Québec, 2011, 376 p.
- 50 questions à la ville: comment penser et agir sur la ville (autour de Jean Dumas) (avec M. Favory). Pessac : Maison des sciences de l'homme d'Aquitaine, 2010, 454 p.
- Géographie des sports en France (en collaboration avec Ph. Bourdeau, L. Ravenel), Éditions Vuibert, 2008, 177 p.
- Jeux, sports et francophonie : l'exemple du Canada , en collaboration avec Christine Dallaire. Pessac : Maison des sciences de l'homme d'Aquitaine, 2007, 260 p.
- Géographie du sport : spatialités contemporaines et mondialisation. A. Colin, Paris, 220 p., 2007
- Villes, régions et universités : recherches, innovations et territoires (co-dirigé avec R. Hudon), Presses de l’Université de Laval/Maison des sciences de l’Homme d’Aquitaine, 2005.
- L’olympisme : bilan et enjeux géopolitiques (avec Pascal Gillon), Armand Colin, 2004 [rééd. e-book 2013]  (ISBN 978-2-20026-038-5).
- Le sport et ses métiers : nouvelles pratiques et enjeux d'une professionnalisation, La Découverte, 2003
- L’animation professionnelle : histoire, acteurs, enjeux, L’Harmattan, 2000
- Sites publics, lieux communs, aperçus sur l’aménagement de places et de parcs au Québec, en collaboration avec Claude Sorbets. Pessac : Maison des sciences de l'homme d'Aquitaine, 2000, 235 p.
- Lieux culturels et contextes de villes (avec Daniel Latouche). Pessac : Maison des sciences de l’homme d’Aquitaine, 1998.
- Modernité et tradition au Canada (avec Vincent Berdoulay). Paris : L’Harmattan, 1997
- La culture du sport au Québec, en collaboration avec C. Sorbets. Pessac : Maison des sciences de l’Homme d’Aquitaine, 1996, 260 p.
- Quartiers fragiles, développement urbain et animation (avec Jean-Claude Gillet), 1996, Presses universitaires de Bordeaux.
- Sport, géographie, aménagement, Nathan, Paris, 1995.
- Saponé, village Mossi entre tradition et modernité (avec N. Augustin), Bordeaux, CEAN/Presses universitaires de Bordeaux, 1994
- Surf Atlantique. Les territoires de l'éphémère, Maison des Sciences de l'Homme d'Aquitaine, 1994.
- Les jeunes dans la ville : institutions de socialisation et différenciation spatiale dans la Communauté urbaine de Bordeaux, 536 p., 1991. (ISBN 978-2-86781-119-7)
- Le rugby démêlé. Essai sur les associations sportives, le pouvoir et les notables (avec A. Garrigou), Editions Le Mascaret, 1985.
- Espaces urbains et pratiques sociales, Bordeaux, Presses universitaires de Bordeaux, 1987 (2e édition en 1989), 116 p.
- Espace social et loisirs organisés des jeunes : l’exemple de la commune de Bordeaux, Éditions Pédone, 1978.

### Articles et contributions majeures
- Augustin, J.-P. (2022). Plus de trente ans de compagnonnage avec Jean-Claude Gillet. In J.-L. Richelle (coord.) Jean-Claude Gillet et l'utopie de l'animation: action, formation, recherche. Bordeaux : Carrières sociales éditions, p. 19-22.
- Augustin, J.-P. (2017). Une géographie des médiations territoriales. Cultures, territoires et pratiques sportives. Sciences de la Société, 101, p. 84-91.
- Augustin, J.-P. (2014) Les référentiels urbains et l'animation socioculturelle en France de 1960 à 2013. Revue internationale Animation, territoires et pratiques socioculturelles (6) p. 71-80, lire en ligne
- Augustin, J.-P. (2014). La "fabrication de la ville" et l'animation socioculturelle. In P. Tozzi (dir.) L'animation socioculturelle, quelle place dans le projet urbain?  Bordeaux : Carrières sociales éditions, p. 65-79.
- Augustin, J.-P. (2014). Le RIA, troisième acte d'une percée praxéologique : L'animation, c'est un monde en action et l'action sur le monde ! In J.-C. Gillet (coord) L'école bordelaise dans le réseau international de l'animation (2003-2013). Paris : L'Harmattan - Bordeaux : Carrières sociales éditions, p. 7-13.
- Augustin, J.-P. (2013). Sport. In J. Lévy & M. Lussault (Eds.), Dictionnaire de la géographie et de l'espace des sociétés (p. 953-956). Paris: Belin.
- Augustin, J.-P. & Favory M. (2012). L'imaginaire patrimonial et le projet d'urbanisme. In L'imaginaire géographique Perspective, pratiques et devenirs. Presses de l'université du Québec, p. 193-224, [lire en ligne]
- Augustin, J.-P. (2011). Qu'est-ce que le sport ? Cultures sportives et géographie. Annales de géographie, 680, p. 361-382.
- Augustin, J.-P. (2011). Le sport attracteur d'organisation sociale et intermédiaire de la mondialisation. Annales de géographie, 680, p. 353-360.
- Augustin, J.-P. (2010). L'urbanité flexible des espaces publics. In J.-P. Augustin & M. Favory (dir.) 50 questions à la ville : comment penser et agir sur la ville (autour de Jean Dumas). Pessac : Maison des sciences de l'homme d'Aquitaine, p. 77-84.
- Augustin, J.-P. (2000) La mise en équipements et les difficultés de fonctionnement des Foyers et maisons de jeunes : l'exemple de l'agglomération bordelaise (1963-1977). In G. Poujol (dir.) Éducation populaire : le tournant des années 70. Paris : L'Harmattan, p. 59-79.
- Augustin, J.-P. (1999). From one stage to another: French rugby caught between local and global cultures. Journal of European Area Studies, 7(2), p. 197-210.
- Augustin, J.-P. (1998). Emergence of surfing resorts on the Aquitaine Littoral. Geographical Review, 88(4), p. 587-595.
- Augustin, J.-P. & Gillet J.-C. (1997). Pour un mouvement de recherche et d'expérimentation sur l'animation. Agora débats-jeunesse, no 8, p. 129-132.
- Augustin, J.-P. (1996). Les variations territoriales de la mondialisation du sport. Mappemonde, no 4, p. 16-20, [lire en ligne].
- Augustin, J.-P. (1985). Espaces et histoire des sports collectifs : rugby, football, basket-ball. L'exemple des Landes (1890-1893). Travaux et Recherches en EPS, 8, p. 84-94.
- Augustin, J.-P. & Bergès, M. (1981). Sports et société locale : le rugby à Bordeaux. In C. Pociello (Ed.), Sports et Société. Approche socio-culturelle des pratiques. Paris: Vigot, p. 337-351.
- Augustin, J.-P. & Dubet, F. (1980). Travail social, pédagogie et contrôle social. In J.-M. Dutrenit (Ed.), Sociologie et compréhension du travail social. Toulouse: Privat.

## Distinction
- Prix de Thèse sur les collectivités locales, pour son ouvrage Les jeunes dans la ville : institutions de socialisation et différenciation spatiale dans la Communauté urbaine de Bordeaux (1991)[37].